# Cantonul Bretenoux
Cantonul Bretenoux este un canton din arondismentul Figeac, departamentul Lot, regiunea Midi-Pyrénées, Franța.

## Comune
| Comune                | Populație (1999) | Cod poștal | Cod INSEE |
| --------------------- | ---------------- | ---------- | --------- |
| Belmont-Bretenoux     | 320              | 46130      | 46024     |
| Biars-sur-Cère        | 1 988            | 46130      | 46029     |
| Bretenoux             | 1 311            | 46130      | 46038     |
| Cahus                 | 189              | 46130      | 46043     |
| Cornac                | 354              | 46130      | 46076     |
| Estal                 | 120              | 46130      | 46097     |
| Gagnac-sur-Cère       | 711              | 46130      | 46117     |
| Gintrac               | 104              | 46130      | 46122     |
| Girac                 | 405              | 46130      | 46123     |
| Glanes                | 295              | 46130      | 46124     |
| Laval-de-Cère         | 340              | 46130      | 46163     |
| Prudhomat             | 674              | 46130      | 46228     |
| Puybrun               | 846              | 46130      | 46229     |
| Saint-Michel-Loubéjou | 362              | 46130      | 46284     |
| Tauriac               | 364              | 46130      | 46313     |
| Teyssieu              | 192              | 46190      | 46315     |